# Ангад

Ангад, гуру (Гуру Ангад Дев, панджаби ਗੁਰੂ ਅੰਗਦ ਦੇਵ, хинди गुरू अंगद देव; 31 марта 1504, Мукстар, Пенджаб, Индия — 28 марта 1552, Амритсар, Пенджаб, Индия) — второй из десяти сикхских гуру, изобретатель алфавита гурмукхи, которым написаны многие части Ади Грантх, и являющегося священным для сикхов.
Во время паломничества к источнику одной индуистской богини Ангад, тогда ещё шиваит, встретил основателя сикхизма, гуру Нанака, и после его проповедей решил следовать за ним. Гуру сам дал ему имя «Ангад» («Дарующий браслет», санскр.), хотя по рождению того звали Лехна (или Лахина). Ангад сумел облечь в форму и придать завершённый вид идеалам своего учителя. Как самый любимый ученик Нанака он был назначен гуру в 1539 году, сразу же начал основывать школы, где местная молодёжь обучалась своему родному языку панджаби, а не классическому санскриту. Ангад свято верил в необходимость и важность физического воспитания и считал идеалом наличие прекрасного ума и здорового тела. Известный также как поэт Ангад написал шесьдесят один гимн, включённый после его смерти в Ади Грантх.
Ангад также распространял важные для идеологии сикхизма «столовые» — лангары («кухня»), которые ломали традиционную индуистскую кастовую систему, представляя собой общинные трапезные, где каждый может отобедать с кем хочет. При этом принадлежность к той либо иной касте не учитывается, и все различия, связанные с этим, снимаются.